# Daniel Krebber
Daniel Krebber (* 1972 in Frankfurt am Main) ist ein deutscher Diplomat. Er ist designierter Botschafter im Irak.

## Werdegang
Nach Abitur (1992) und Zivildienst studierte Krebber von 1993 bis 1999 Politik, Öffentliches Recht und Soziologie an der Eberhard Karls Universität Tübingen und am Institut d’études politiques de Paris. Er legte das Magister Artium und das französische Diplomé ab. Von 1999 bis 2000 absolvierte er ein Masterstudium am College of Europe in Brügge.
Im Jahr 2002 wurde er an der Universität Tübingen mit der Dissertation Europeanisation of Regulatory Television Policy promoviert.
Krebber ist verheiratet und hat drei Kinder.

### Laufbahn im Auswärtigen Amt
Krebber absolvierte von 2002 bis 2003 die Attachéausbildung im Auswärtigen Amt. Danach folgten jeweils mehrjährige Verwendungen im Auswärtigen Amt in Berlin, im Bundeskanzleramt (Europaabteilung), bei der Ständigen Vertretung der Bundesrepublik Deutschland bei der Europäischen Union in Brüssel und beim Außenministerium der Vereinigten Staaten in Washington, D.C. Seit 2019 ist er Referatsleiter im Bundeskanzleramt.
2025 soll Krebber Leiter der deutschen Botschaft Bagdad (Irak) werden.